# Eila Hiltunen
Eila Vilhelmina Hiltunen (Sortavala, 22 de noviembre de 1922 – Helsinki, 10 de octubre de 2003) fue una escultora finlandesa. Su obra más representativa es el Monumento a Sibelius de 1967.

## Vida y obra
Hiltunen es conocida sobre todo por sus estructuras de metales unidos por soldadura , la más famosa es el monumento de Sibelius en Helsinki. Los primeros trabajos realizados entre 1947 y 1957, los realizó en bronce y mármol. Más tarde aplicó la técnica de soldadura de acero, además de, entre otros materiales, cobre, bronce y aluminio.
En 1966 obtuvo la Medalla Pro Finlandia.
De naturaleza moderna y abierta, la escultora Hiltunen permaneció durante mucho tiempo en un segundo plano de la escena del arte en Finlandia. Como pionero de la escultura moderna en su país y en el extranjero, es reconocida solo en los últimos años.  
En 2001 recibió el prestigioso Premio de Arte Finlandia .  En el mismo año tuvo lugar en el Museo de Arte Didrichsen en Helsinki, una exposición retrospectiva de sus obras de arte de repercusión internacional, inaugurada por la presidenta finlandesa, Tarja Halonen.
Entre las mejores y más conocidas obras de Eila Hiltunen se incluyen las siguientes:
- Monumento a Sibelius  de 1967 , en el Parque Sibelius (Sibeliuspuisto) del distrito de  Töölö en Helsinki.[1] Una versión a escala reducida del Monumento a Sibelius se levanta frente a la sede Central de las Naciones Unidas en Nueva York. Se trata de un estudio preliminar del definitivo de Helsinki.
- El crecimiento de la llama, 1981, Berlín (del alemán: Der Wuchs der Flammen)